# Amphoroidea elegans
Amphoroidea elegans là một loài chân đều trong họ Sphaeromatidae. Loài này được Baker mô tả khoa học năm 1911.